# Open Your Heart (Europe)
Open Your Heart è una canzone del gruppo musicale svedese Europe, scritta da Joey Tempest ed estratta come ultimo singolo dall'album Wings of Tomorrow nel 1984.
Quattro anni più tardi, il brano verrà ri-arrangiato ed incluso nel quarto album del gruppo, Out of This World del 1988, dal quale, nello stesso anno, verrà nuovamente estratto come singolo entrando nelle classifiche. Quest'ultima versione è anche diversa nel testo rispetto alla versione precedente per quanto riguarda la seconda strofa del brano.
La versione di Out of This World è stata accompagnata da un video musicale registrato nei pressi della Battersea Power Station, famosa per esser stata immortalata nella copertina dell'album Animals dei Pink Floyd.

## Tracce

### Versione del 1984
1. Open Your Heart – 4:10 (Joey Tempest)
2. Wings of Tomorrow – 3:59 (Tempest)

### Versione del 1988
1. Open Your Heart (nuova versione) – 4:05 (Tempest)
2. Just the Beginning – 4:32 (Tempest, Kee Marcello)

### Lato B
I lati B del singolo furono Wings of Tomorrow (nella versione del 1984), brano originariamente contenuto nell'eponimo secondo album della band, e Just the Beginning (nella versione del 1988), brano contenuto nell'album Out of This World.

## Formazione

### Versione 1984
- Joey Tempest – voce, chitarra acustica e tastiera
- John Norum – chitarra
- John Levén – basso
- Tony Reno – batteria

### Versione 1988
- Joey Tempest – voce
- Kee Marcello – chitarra
- John Levén – basso
- Mic Michaeli – tastiera
- Ian Haugland – batteria

## Classifiche (Versione 1988)
| Classifica (1988) | Posizione massima |
| ----------------- | ----------------- |
| Belgio (Fiandre)  | 31                |
| Francia           | 67                |
| Paesi Bassi       | 42                |
| Regno Unito       | 86                |